# Hermann Kemper
Herman Kemper (Nortrup, 5 d'abril de 1892 - 13 de juliol de 1977) va ser un enginyer alemany, pioner en la levitació magnètica.
La seva gran aportació a l'enginyeria va ser idear el tren de levitació magnètica, patentat per ell mateix el 14 d'agost de 1934. La seva patent va ser utilitzada per a la construcció de la xarxa Transrapid.
El 1972 va rebre l'Orde del Mèrit de la República Federal d'Alemanya.